# Йемен на Олимпийских играх
Спортсмены Йемена принимают участие во всех летних Олимпийских играх, начиная с 1992 года. До объединения Северный и Южный Йемен выступали отдельно. Северный Йемен принял участие в Летних играх 1984 и 1988 годов, в то время как Южный Йемен выступил только в 1988 году. Йемен на Олимпийских играх представляют, в основном, мужчины (среди 22 участвовавших спортсменов — только 2 женщины). Йеменские атлеты участвовали в турнирах по борьбе, гимнастике, дзюдо, лёгкой атлетике, плаванию, тхэквондо. Самая большая делегация представляла страну на Играх 1992 года (8 человек).
В зимних Олимпийских играх спортсмены Йемена не участвовали. Йемен пока не завоёвывал Олимпийских медалей.
Олимпийский комитет Йемена (изначально — ЙАР) был создан в 1971 году, признан МОК в 1981 году.

## Количество участников на летних Олимпийских играх
| Вид спорта            | 1992 | 1996 | 2000 | 2004 | 2008 | 2012 | 2016 | Всего |
| --------------------- | ---- | ---- | ---- | ---- | ---- | ---- | ---- | ----- |
| Борьба                |      | 1    |      |      |      |      |      | 1     |
| Дзюдо                 | 5    |      |      |      | 1    | 1    | 1    | 8     |
| Лёгкая атлетика       | 3    | 3    | 2(1) | 1    | 2(1) | 2(1) | 1    | 14(3) |
| Плавание              |      |      |      | 1    | 1    |      | 1(1) | 3(1)  |
| Спортивная гимнастика |      |      |      |      | 1    |      |      | 1     |
| Тхэквондо             |      |      |      | 1    |      | 1    |      | 2     |
| Всего спортсменов     | 8    | 4    | 2(1) | 3    | 5(1) | 4(1) | 3(1) | 29(4) |

- в скобках приведено количество женщин в составе сборной